# Johannes Focher
Johannes Focher (* 20. Januar 1990 in Hamm) ist ein deutscher Fußballtorwart und Torwarttrainer.

## Laufbahn
Focher begann seine Karriere im November 1991 bei der Hammer SpVg. Dort spielte er bis zum Sommer 2004 und wechselte danach in die Jugendabteilung von Borussia Dortmund. Hier wurde er 2007 und 2009 mit den B-, beziehungsweise A-Junioren jeweils deutscher Vizemeister. Außerdem stand er in der Saison 2008/09 im Finale des DFB-Junioren-Vereinspokals, das ebenfalls verloren wurde und in dem er nicht zum Einsatz kam. In der gleichen Spielzeit lief er für die zweite Mannschaft von Borussia Dortmund in der Regionalliga West erstmals im Seniorenbereich auf. Dabei hütete er in der Hinrunde zweimal und in der Rückrunde 13-mal das Tor und stieg mit seinem Team in die 3. Liga auf. Dort war er zweiter Torwart hinter Marcel Höttecke, kam aber, nachdem dieser auf Grund einer Verletzung von Roman Weidenfeller auf die Ersatzbank der Bundesliga-Mannschaft der Borussen aufgerückt war, am 7. Februar 2010 zu seinem Profiligadebüt im Auswärtsspiel bei den Kickers Offenbach. Ab Juli 2010 gehörte er als dritter Torwart hinter Roman Weidenfeller und Mitchell Langerak zum Kader der ersten Mannschaft. 
Fochers Vertrag bei Borussia Dortmund lief am 30. Juni 2012 aus. Zur Saison 2012/13 wechselte er zum österreichischen Erstligisten SK Sturm Graz. Dort unterschrieb er einen Zweijahresvertrag bis Ende Juni 2014 und nahm den Platz des bisherigen Ersatztorhüters Silvije Čavlina ein, dessen Vertrag nicht mehr verlängert wurde. In Graz traf Focher auf seinen ehemaligen Juniorentrainer Peter Hyballa. Am 7. Oktober 2012 gab er beim 1:1-Unentschieden gegen FK Austria Wien sein Debüt in der ersten Mannschaft.
Am 2. September 2013 wechselte Focher zurück zu Borussia Dortmund II und unterschrieb einen Einjahresvertrag bis zum Sommer 2014. Im Sommer 2015 unterbrach Focher seine Profikarriere im Alter von 25 Jahren, um ein BWL-Studium zu beginnen. Zur Rückrunde der Saison 2016/17 schloss er sich dem FC Kray an, mit dem er aus der Oberliga Niederrhein abstieg. Im Oktober 2017 gab Oberligist Schwarz-Weiß Essen die Verpflichtung Fochers bekannt. Am Saisonende verließ er den Verein wieder und wechselte in die Westfalenliga zum RSV Meinerzhagen. Aufgrund einer Verletzung beendete er im November 2021 vorzeitig – geplant war dies erst zur Winterpause – seine Fußballerkarriere. Seit Anfang 2022 ist er Torwarttrainer des Frauenfußball-Teams von Borussia Dortmund.

## Erfolge
- Deutscher Meister: 2011, 2012
- DFB-Pokalsieger: 2012